# 蘭伯頓 (密西西比州)
蘭伯頓（英語：Lumberton）是位於美國密西西比州拉馬爾縣及珀爾里弗縣的城市。

## 人口
根據2020年美國人口普查的數據，蘭伯頓的面積為18.47平方千米，當中陸地面積為18.41平方千米，而水域面積為0.06平方千米。當地共有人口1617人，而人口密度為每平方千米88人。